# Jesper Hyldegaard
Jesper Hyldegaard, född 19 januari 1961, är en dansk skådespelare.
Hyldegaard gick ut från Statens Teaterskole 1991. Han har medverkat i bland annat Nattvakten, Midsommar, Krönikan, Dråpet, Klovn och Bron samt Gisslantagningen.